# Piranha (1995)
Piranha is een horror-komedie uit 1995 geregisseerd door Scott P. Levy, over een zwerm moordzuchtige piranha's. De film werd geproduceerd door Roger Corman en is een nieuwe versie van de gelijknamige film van Joe Dante uit 1978.

## Verhaal
Tijdens de Koude Oorlog vormen Amerikaanse onderzoekers een onderneming genaamd 'mestand', een militaristisch project om zeer agressieve piranha's te kweken als wapen tegen de vijand. Deze aangepaste roofvissen kunnen zowel in zoet als zout water leven en zich snel vermenigvuldigen. Na weigering van iedere vorm van financiële hulp door de regering, voert de gefrustreerde wetenschapster Dr. Leticia Baines (Darleen Carr) de genetische experimenten zelfstandig uit. De geheime onderzoeksinstelling van het Amerikaanse leger raakt met de jaren in de vergetelheid.
Op een dag krijgt een jong stel een dodelijk ongeluk als ze aan het zwemmen zijn in een voormalig waterbassin dat werd gebruikt als testgebied. Privé-detective Maggie McNamara (Alexandra Paul) wordt ingeschakeld om de twee verdwenen tieners op te sporen. Met behulp van de lokale inwoners en kolonist Paul Grogan (William Katt) vindt ze sporen van het vermiste koppel. Onwetend laten ze water uit een kweekbassin van de piranha's in een nabijgelegen rivier stromen. Daarbij worden ze geobserveerd door de toegeschreden wetenschapster, Baines, die tevergeefs probeert de indringers te stoppen. De catastrofe begint als stroomafwaarts van de rivier de eerste doden beginnen te vallen.
Ondanks alle moeite dreigt de Lost River naar een geliefd toeristengebied te stromen om uiteindelijk uit te monden in een stuwmeer, waarin vele badgasten zwemmen. Als de rivier door de opening van het de stuwdam de strandhotels bereikt, kan dat voor zakenman J. R. Randolph zijn faillissement betekenen.
Kort hiervoor informeert de wetenschapster McNamara en Grogan over het dodelijke gevaar. Het duo probeert het meer te bereiken voor het te laat is, om inwoners en toeristen te evacueren en de stuwdam te sluiten, voordat de school piranha's de aangrenzende zee bereikt. Dit blijkt lastig als naast de ME, die het voorval met alle mogelijke middelen probeert op te lossen, schurk J.R. Randolph (Monte Markham) met de notabelen van de stad een obstakel vormt.
Aan het einde van de film lukt het de gewonde Grogan de in het stuwmeer opgesloten piranha's, die een bloedbad aanrichtten, met giftig afvalwater uit een raffinaderij te doden. Randolph, die het naderende gevaar negeerde, is geruïneerd en pleegt zelfmoord. In een van de laatste scènes uit de film kalmeert de gouverneur in een toespraak de bevolking, zonder te weten of er piranha's zijn die toch de zee hebben bereikt.

## Rolverdeling
| Acteur           | Personage          |
| ---------------- | ------------------ |
| William Katt     | Paul Grogan        |
| Alexandra Paul   | Maggie McNamara    |
| Monte Markham    | J. R. Randolph     |
| Darleen Carr     | Dr. Leticia Baines |
| Mila Kunis       | Susie Grogan       |
| Soleil Moon Frye | Laura              |
| Kehli O'Byrne    | Gina Green         |
| James Karen      | Gouverneur         |
| Drancy Jackson   | Jimmy              |
| Billie Worley    | Whitney            |